# Kanon Lloyda Morgana
Określenie to pochodzi z prac XIX-wiecznego brytyjskiego psychologa Lloyda Morgana. Przedmiotem badań naukowca była antropomorfizacja zachowań zwierząt. Rozgłos przyniosły mu przypadki zachowań zwierzęcych, które sprawiały wrażenie jakoby były skutkiem wyższych zdolności psychicznych.
Kanon Morgana można ująć w formie zalecenia by unikać prób tłumaczenia badanej czynności (zachowania) zwierzęcia jako skutku jego wyższych zdolności psychicznych, jeśli można ją wyjaśnić jako efekt zdolności niższych: używając terminologii sprzed rozwoju psychologii poznawczej lub używając nowszych określeń, zalecenia by badaną czynność starać się tłumaczyć najpierw jako efekt jak najprostszych procesów poznawczych. Różnica w terminologii wynika z faktu nieuznawania w początkowym okresie rozwoju psychologii, że procesy poznawcze są własnością układu nerwowego.